# Commodus

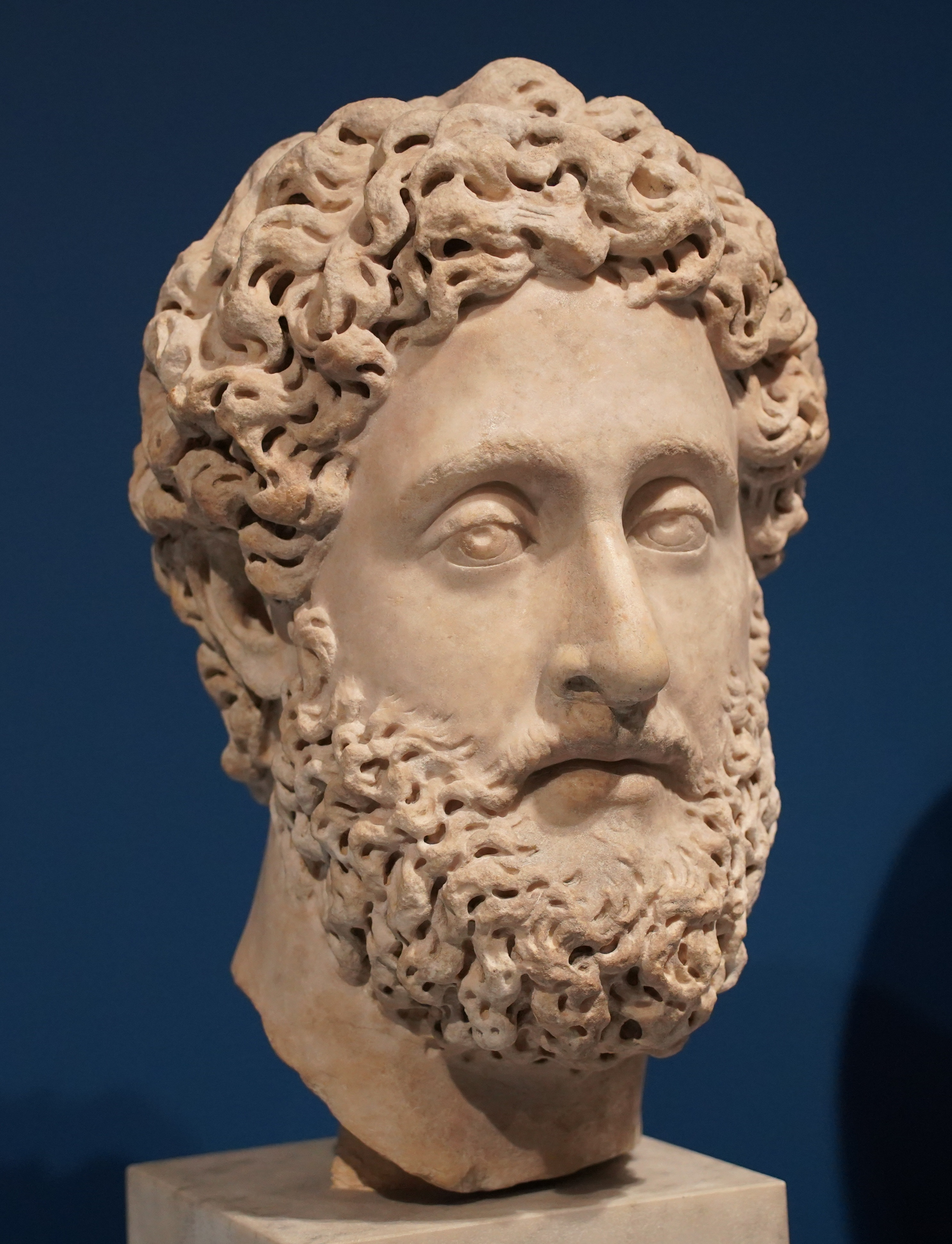
Porträtkopf des Commodus (London, British Museum)

Commodus (* 31. August 161 in Lanuvium als Lucius Aurelius Commodus; † 31. Dezember 192 in Rom) war von 180 bis 192 römischer Kaiser.
Als Fünfzehnjähriger seit dem Sommer des Jahres 177 bereits formal gleichberechtigter Kaiser (Augustus) neben seinem Vater Mark Aurel, wurde Commodus nach dessen Tod am 17. März 180 zum alleinherrschenden Princeps. Commodus setzte zunächst die Politik seines Vaters fort und brachte den von Mark Aurel begonnenen zweiten Markomannenkrieg zu einem Ende, bevor er im Oktober des Jahres nach Rom zurückkehrte. Kontinuität betonte er auch durch die Änderung seines Namens im Winter 180: Als Marcus Aurelius Commodus Antoninus Augustus stellte er sich in die Tradition seines Großvaters Antoninus Pius und seines Vaters. Als er den Einfluss der Prätorianerpräfekten massiv ausbaute, brachte er den römischen Senat gegen sich auf.
Bereits im Jahr 182 kam es zu einem ersten Attentatsversuch, der zwar fehlschlug, aber die Spannungen zwischen ihm und dem Senat erhöhte. Gegen Ende seiner knapp zwölfjährigen Herrschaft überwarf sich Commodus endgültig mit dem Senat. Nachdem es ein weiteres Attentat auf ihn gegeben hatte, kam es am letzten Tag des Jahres 192 zu einer neuen Verschwörung, in deren Verlauf Commodus erdrosselt wurde. Mit seiner Ermordung endete die Antoninische Dynastie, ein zweites Vierkaiserjahr war die Folge. Der Senat sprach eine damnatio memoriae („Verdammung des Andenkens“) über Commodus aus, die jedoch später durch Septimius Severus aufgehoben wurde.
Commodus wurde von den meist senatorischen Historiographen sehr negativ charakterisiert. Sie schmückten ihre Darstellungen, wie bei Caligula und Nero, mit zahlreichen Skandalgeschichten aus. Die relativ geringe Anzahl antiker, teils – wie die Historia Augusta – unzuverlässiger Quellen erschwert eine angemessene historische Beurteilung des Commodus.

## Name
Commodus’ vollständiger Name wechselte mehrmals; geboren wurde er als Lucius Aurelius Commodus, seit der Erhebung zum Mitkaiser 177 hieß er Imperator Caesar Lucius Aelius Aurelius Commodus Augustus, bei der Übernahme der Alleinherrschaft im März 180 nahm er den Namen Antoninus und im Oktober desselben Jahres auch das Pränomen seines verstorbenen Vaters Mark Aurel an. Er hieß nun Imperator Caesar Marcus Aurelius Commodus Antoninus Augustus. Im Laufe seiner Herrschaft nahm er eine Reihe von Sieges- und Beinamen an. Schon 172 erhielt er den Siegesnamen Germanicus, 175 nahm er gemeinsam mit seinem Vater den Siegestitel Sarmaticus an, 177 wurde er Pater Patriae, 182 Germanicus Maximus und schließlich 184 Britannicus. 183 erscheint in der Titulatur erstmals der Beiname Pius und 185 Felix. 191 legte er die Namensbestandteile seines Vaters wieder ab, übernahm dafür aber den Gentilnamen Hadrians. Nun lautete sein Name Imperator Caesar Lucius Aelius Aurelius Commodus Pius Felix Augustus.

## Leben

### Kindheit, Jugend und Aufstieg

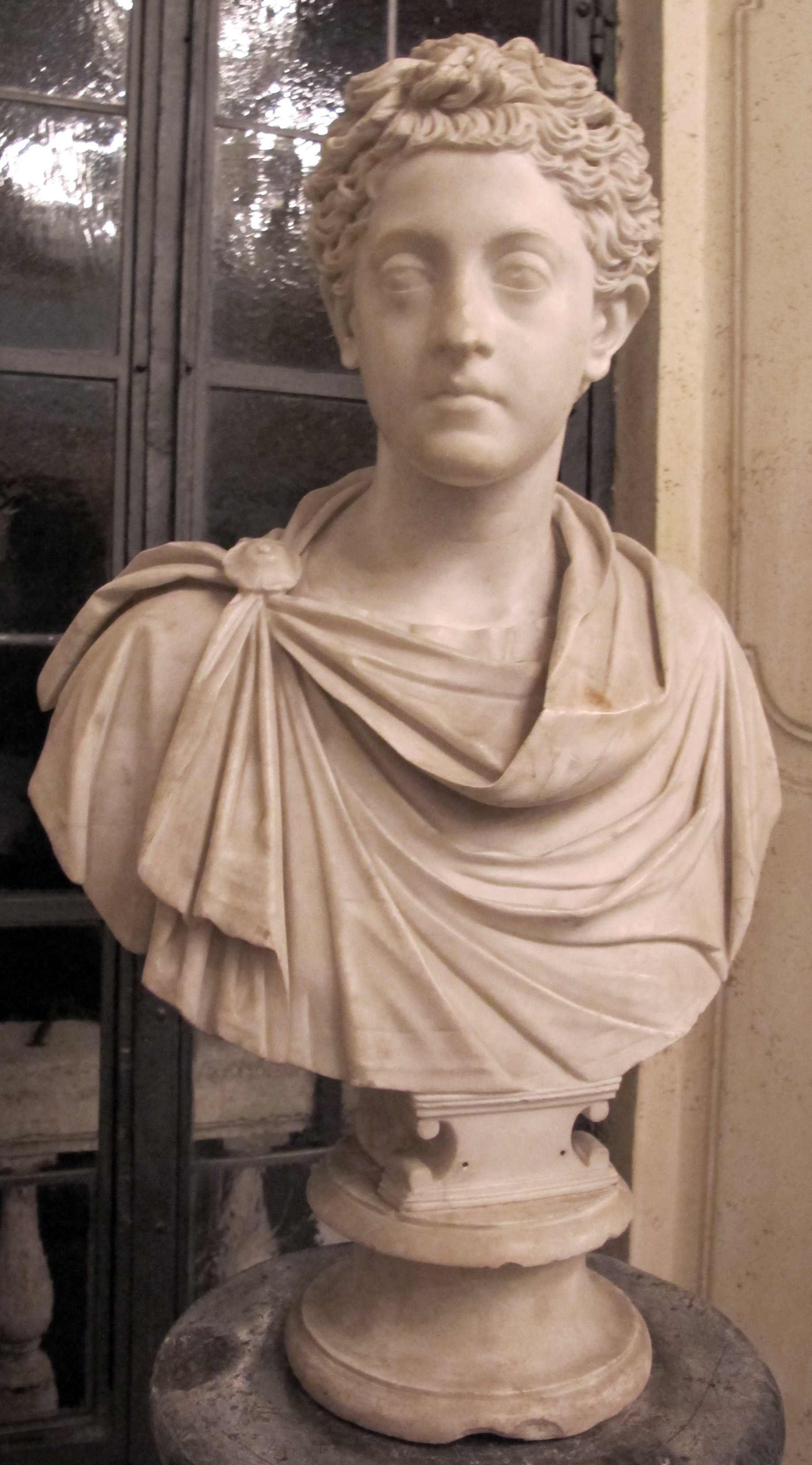
Büste des Commodus im 1. Bildnistypus als princeps iuventutis (Rom, Kapitolinische Museen)

Commodus wurde zusammen mit einem früh gestorbenen Zwillingsbruder Titus Aurelius Fulvus Antoninus als elftes Kind Faustinas der Jüngeren und ihres Cousins und Ehemannes, des Kaisers Mark Aurel, geboren. Als er auf die Welt kam, war sein Vater seit einigen Monaten Kaiser, es handelte sich also um eine Purpurgeburt – in Rom war das bisher nur bei Britannicus vorgekommen, der jedoch nicht zur Herrschaft gelangte.
Nachdem sein älterer Zwillingsbruder Titus im Jahr 165 gestorben war, ließ Mark Aurel seinem Sohn Commodus eine angemessene Erziehung zukommen. Er beauftragte die verschiedensten Lehrer und Erzieher, für griechische Literatur Onesikrates, für Latein Antistius Capella (beide ansonsten unbekannt) und für Rhetorik Titus Aius Sanctus. Im Krankheitsfall kümmerte sich der Arzt Galen, der ihn bis zum Ende begleitete, um Commodus.
Im Alter von fünf Jahren wurde ihm zusammen mit seinem 162 geborenen Bruder Annius Verus am 12. Oktober 166 der Titel Caesar verliehen, womit er wie sein Bruder als Thronerbe und formal als Unterkaiser seines Vaters ausgezeichnet war. Die Zeit des ersten Markomannenkrieges (166–175) verbrachte Commodus in Rom und Umgebung und erhielt 172 den von seinem Vater erkämpften Beinamen Germanicus. Am 20. Januar 175 wurde Commodus in alle Priesterkollegien aufgenommen. Er wurde nun zunehmend an die Regierungsaufgaben herangeführt und als designierter Nachfolger aufgebaut. Im selben Jahr wurde er zum princeps iuventutis ernannt.
Im Mai 175 reiste Commodus zu seinem Vater nach Germanien, von dem er an der Reichsgrenze für mündig erklärt wurde. Im Anschluss begleitete er seinen Vater nach Syria und Aegyptus, wo sich der Präfekt von Ägypten, Avidius Cassius, zum Usurpator aufgeschwungen hatte, aber scheiterte. Während der Rückreise starb Anfang 176 die mitreisende Augusta, die Mutter des Commodus, im kappadokischen Halala. Nach der Rückkehr nach Rom erfolgte im November erstmals eine Akklamation des Commodus zum Imperator. Am 23. Dezember 176 triumphierte Commodus de Germanis und de Sarmatis. Wenige Tage später, am 1. Januar 177, trat er seinen ersten Konsulat an, den er mit Marcus Peducaeus Plautius Quintillus bekleidete. Im Verlauf des Jahres 177 wurde Commodus zum Augustus als Mitherrscher seines Vaters erhoben. Im Juni/Juli 178 heiratete er Bruttia Crispina und zog mit seinem Vater im August desselben Jahres an die Donau, um in den Kämpfen gegen die Germanen militärische Erfahrung und Prestige zu sammeln.

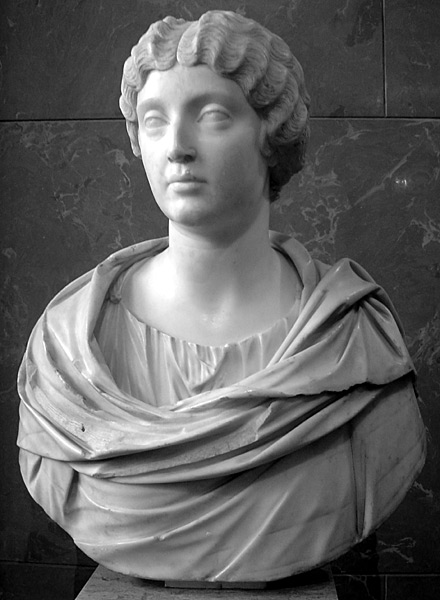
Mutter des Commodus: Faustina die Jüngere
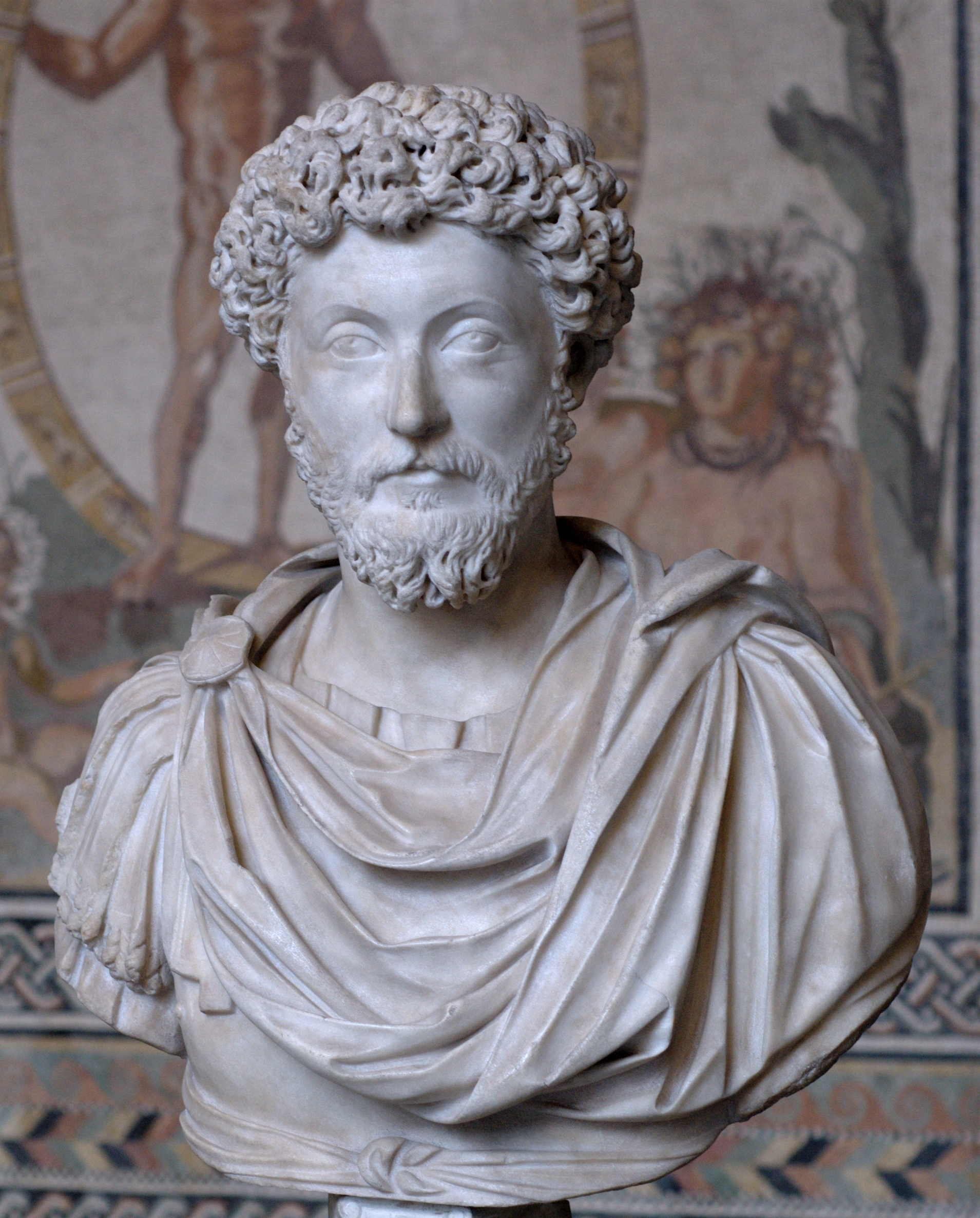
Vater des Commodus: Mark Aurel
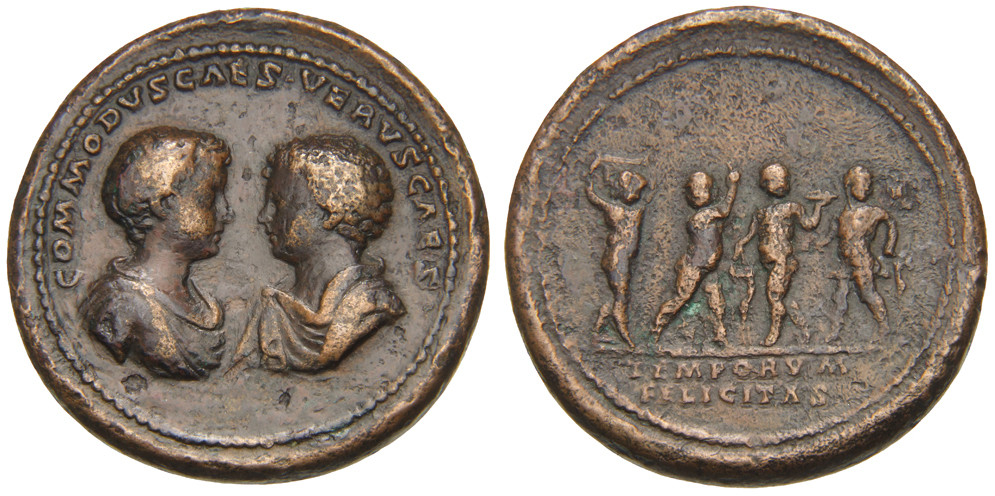
Commodus und sein Bruder Annius Verus
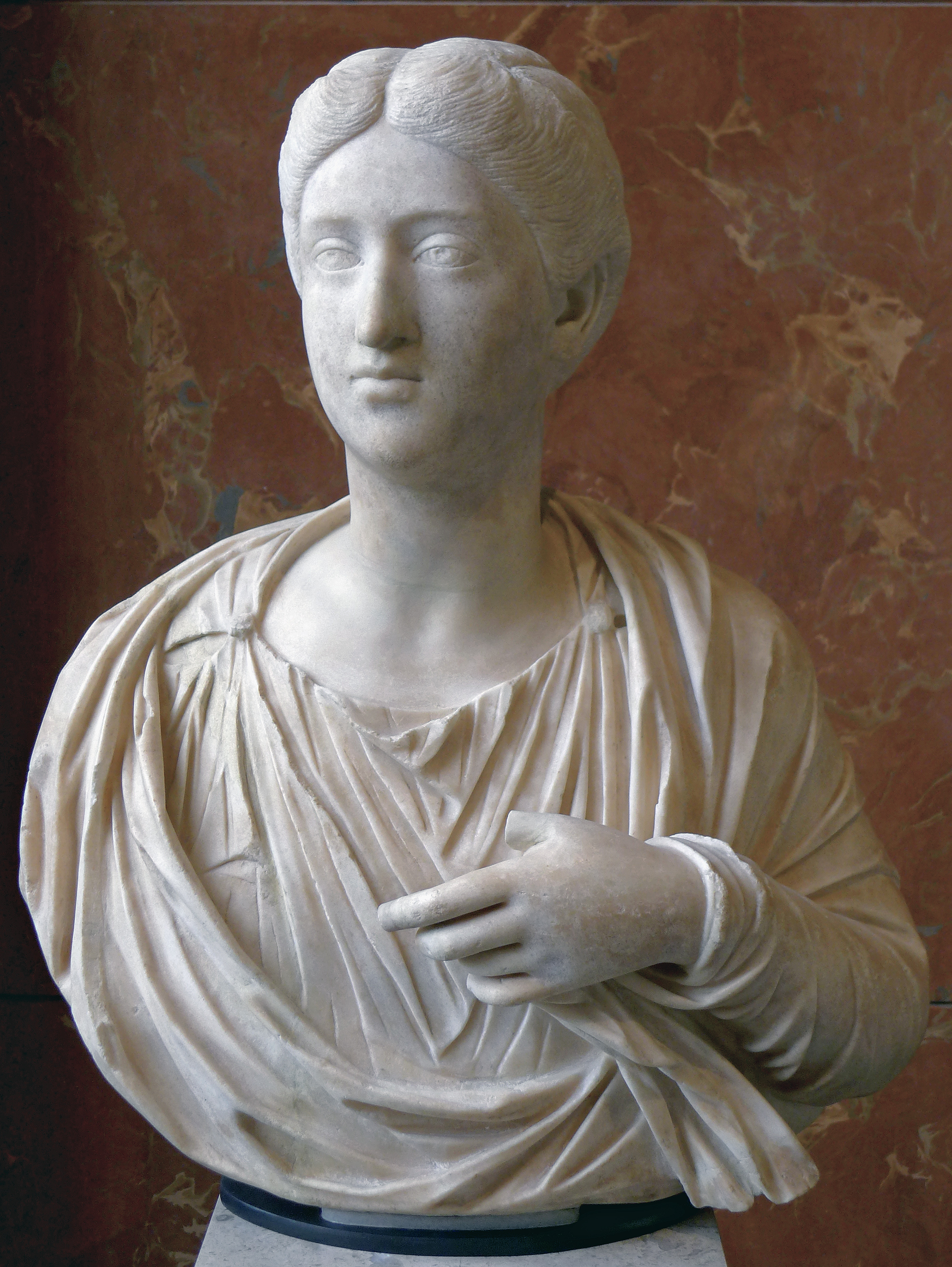
Ehefrau des Commodus: Crispina

### Herrschaftsantritt
Am 17. März 180 starb sein Vater in einem Militärlager an der Donau. Commodus war damit Alleinherrscher. Er bereitete das Begräbnis seines Vaters vor und setzte den Krieg an der Donau gegen Markomannen, Quaden und weitere Völker fort. Nachweislich erst im Herbst kam es zu einem Friedensschluss, gleichwohl die senatorisch geprägte Historiographie Commodus vorwarf, er hätte sofort und ohne Not Frieden mit den Germanen geschlossen. Commodus verzichtete auf die vollständige Besiegung (debellatio) der Markomannen und Quaden, setzte die Rückgabe von Kriegsgefangenen und -beute, das Stellen von Auxiliartruppen und die Etablierung einer Sicherheitszone durch. Im Gegenzug war er bereit, Subsidienzahlungen zuzustimmen, was zu seiner Zeit gängige Praxis römischer Außenpolitik war. Ob er damit von Plänen seines Vaters abwich, der einigen Quellen zufolge geplant hatte, eine neue Provinz zu errichten, ist unklar und wohl eher unwahrscheinlich. Es ist kein Fall nachzuweisen, in dem ein noch von Mark Aurel eingesetzter Kommandeur oder Statthalter nach Abschluss des Friedens seines Postens enthoben wurde. Am 22. Oktober 180 zog er erneut im Triumph in Rom ein.
Nach seinem Amtsantritt widmete sich Commodus den innen- und finanzpolitischen Problemen des Reichs. Er bestätigte viele Berater und Funktionsträger seines Vaters in ihren Positionen oder verhalf Vertrauten Mark Aurels zu Ämtern. Hierzu zählten der Präfekt der Stadt Rom, Aufidius Victorinus, der seit 177 amtierende Prätorianerpräfekt Publius Taruttienus Paternus, dem seit 179 oder 180 Tigidius Perennis als zweiter Prätorianerpräfekt zur Seite gestellt war. Hinzu kamen seine Schwäger Lucius Antistius Burrus, mit dem er 181 den Konsulat bekleidete, und Marcus Petronius Sura Mamertinus, Konsul des Jahres 182, außerdem Tiberius Claudius Pompeianus – zweiter Ehemann von Commodus’ ältester Schwester Lucilla –, sein Schwiegervater Gaius Bruttius Praesens sowie Titus Fundanius Vitrasius Pollio. Militärisch und im Umgang mit dem Senat scheint Commodus das Bild von Kontinuität vermittelt haben zu wollen, was sich an der Änderung seines Namens im Winter 180 ausdrückte, als er sich als Marcus Aurelius Commodus Antoninus Augustus in die Tradition seines Großvaters Antoninus Pius und seines Vaters stellte.
Anhaltende Kriege, die demographischen Folgen der Antoninischen Pest hatten die Steuereinnahmen des Reiches zunehmend sinken lassen. Wie sein Vater zuvor wertete Commodus die römische Währung ab, indem er das Gewicht des Denars von 96 pro römischem Pfund auf 105 pro römischem Pfund (3,85 Gramm auf 3,35 Gramm) reduzierte. Außerdem verringerte er den Reinheitsgrad des Silbers von 79 Prozent auf 76 Prozent – das Gewicht des Silbers sank von 2,57 Gramm auf 2,34 Gramm. Im Jahr 186 verringerte er den Feingehalt und das Gewicht des Silbers weiter auf 74 Prozent bzw. 2,22 Gramm, d. h. 108 pro römisches Pfund. Diese Herabsetzung war die größte Abwertung seit der Herrschaft des Nero.
Gesetze gegen Hochverrat wurden ausgeweitet, um durch Vermögenseinzug die Einnahmen des Staates zu erhöhen; der Ämterhandel wurde ausgeweitet. Zugleich wurden wichtige Posten immer häufiger mit Personen besetzt, die nicht senatorischen Ranges waren, sondern in den Augen des Commodus als fähig galten und sein Vertrauen genossen. Unter ihnen nahm sein Kammerherr Saoterus eine herausragende Stellung ein. All dies führte zu einer Entfremdung zwischen Senat und Kaiser. So wenig er seine Macht auf die Unterstützung senatorischer Eliten stützte, so sehr war er darauf bedacht, Armee und stadtrömisches Volk für sich zu gewinnen. Dies erreichte er durch großzügige Geschenke an das römische Volk in Form von Getreidespenden, Zirkusspielen und Arbeitsplätze schaffende Bauvorhaben in der Stadt Rom.

### Attentate und Rebellionen

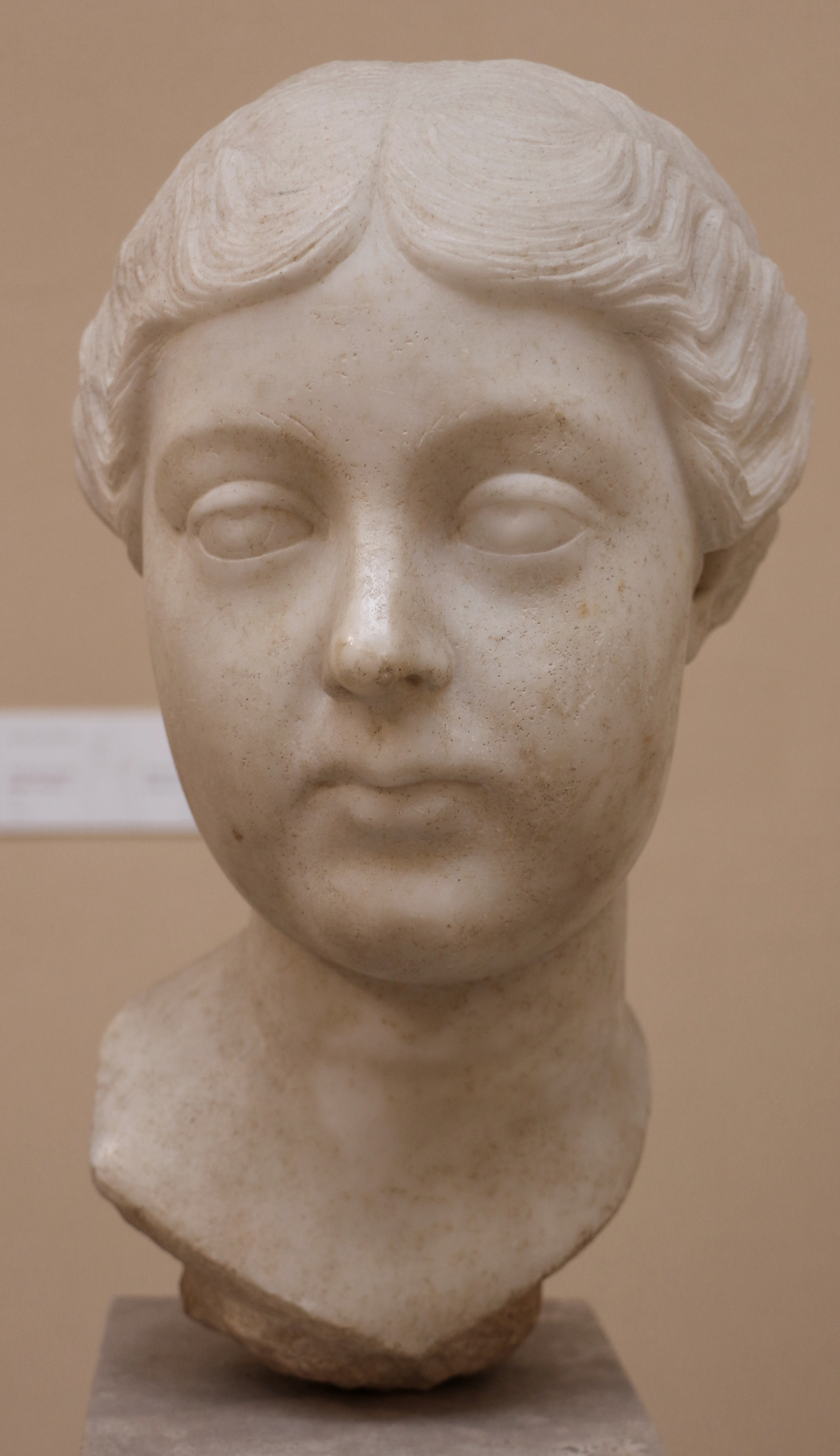
Büste der Lucilla

Folge der geänderten Macht- und Einflussverhältnisse war ein erstes Attentat auf Commodus um das Jahr 182. Als treibende Kraft agierte Lucilla, die über zehn Jahre ältere Schwester des Commodus. Als Witwe ihres ersten Mannes, Lucius Verus, trug sie den Titel einer Augusta und verfügte über alle – nun durch Crispina gefährdete – Privilegien einer kaiserlichen Gemahlin. Aus ihrem direkten Umfeld waren ihr Ehemann Claudius Pompeianus, Publius Taruttienus Paternus und Ummidius Quadratus beteiligt, von weiteren Mitwissern ist auszugehen. Das Attentat verlief nicht nach Plan. Als Commodus auf dem Weg zum Amphitheater war, tauchte Pompeianus auf, zog sein Schwert und rief: „Siehe! Das hat dir der Senat geschickt.“ Durch diesen Ausruf wurden die Wachen aufmerksam und überwältigten ihn, bevor er Commodus überhaupt verletzen konnte. Nach dem vereitelten Attentat wurden Pompeianus und sein Mitverschwörer Quadratus hingerichtet, Lucilla wurde nach Capri verbannt und wohl noch im selben Jahr ermordet – ein Schicksal, das später Crispina teilte, allerdings nicht wegen einer Beteiligung an dem Attentat, sondern wegen eines Ehebruchs.
Der Prätorianerpräfekt Publius Taruttienus Paternus, offiziell mit der Aufklärung des Attentats beauftragt, war ebenfalls an der Verschwörung beteiligt, was allerdings erst später durch eine Intrige des Tigidius Perennis entdeckt wurde. In dieser Zeit gelang es Paternus, Saoterus’ Ermordung zu veranlassen. Die Tat soll laut der Historia Augusta Commodus noch mehr erzürnt haben als der Attentatsversuch auf ihn.
Als Commodus im Jahr 183 zusammen mit Aufidius Victorinus zum Konsul wurde und den Titel des „Pius“ annahm, brach wenig später ein Krieg in Dakien aus. Es liegen zwar nur Einzelheiten vor, aber es scheint, dass die Feldherren Clodius Albinus und Pescennius Niger es auf den Kaiserthron abgesehen hatten. In Britannien schaffte es im Jahr 184 der Statthalter Ulpius Marcellus, die Grenzen Roms bis zum Antoninuswall im Norden auszudehnen. Jedoch rebellierten die Legionäre gegen seine strenge Disziplin und riefen Caerellius Priscus zum Kaiser aus.
Allerdings verweigerte dieser die Ausrufung zum Kaiser und ließ daraufhin alle Legionäre in Britannien ausbezahlen. Während der Kapitolinische Spiele am 15. Oktober 184 prangerte ein kynischer Philosoph Perennis vor Commodus öffentlich an. Seine Anschuldigungen wurden als unbegründet verworfen und er wurde getötet. Cassius Dio beschrieb Perennis als einen unbestechlichen Menschen, der privat nie nach Ruhm oder Reichtum strebte.
Im Jahr 185 kam es im südlichen Gallien zum sogenannten bellum desertorum, einem Krieg der Deserteure, die von einem Soldaten namens Maternus organisiert und angeführt wurden. Die Legio VIII Augusta schlug den Aufstand, der sich nicht gegen Commodus selbst richtete, nieder und erhielt dafür den Ehrentitel Pia Fidelis Constans Commoda. Im selben Jahr denunzierte eine Truppe von Soldaten, die aus Britannien nach Italien abkommandiert worden waren, Perennis. Sie behaupteten, dass er seinen Sohn zum Kaiser machen wolle. Der Freigelassene Marcus Aurelius Cleander, der laut Cassius Dio bereits für die Ermordung des Saoterus verantwortlich war, riet dem Kaiser, Perennis fallen zu lassen. Commodus ließ Perennis samt seiner Familie töten. Nun stieg Cleander zum a cubiculo et a pugione („Kämmerer und Dolchträger“) des Kaisers und somit zur einflussreichsten Person um Commodus auf.

### Einfluss des Cleander
Nachdem Cleander es geschafft hatte, die Regierungsgeschäfte an sich zu bringen, fing er an, sich zu bereichern. Er verkaufte „alle Privilegien“, wie Cassius Dio schilderte. Er verkaufte die Mitgliedschaft im Senatorenstand, Militärkommandos, Prokuratorenämter und Gouverneursämter. Aber er verkaufte auch Senatsitze an diejenigen, die viel boten. In einem Jahr soll er fünfundzwanzig Konsuln ernannt haben, darunter auch den späteren Kaiser Septimius Severus. Da er in seiner Position alles finanziell ausschöpfte, wurde er bald sehr reich, ließ aber den Kaiser an erheblichen Teilen dieses Reichtums teilhaben oder kaufte Häuser und Bäder, die er Einzelpersonen oder Städten zukommen ließ. Zugleich versuchte Commodus unter dem Einfluss des Cleander, das Verhältnis zum Senat zu entspannen. Zahlreichen Senatoren, die zuvor in Ungnade gefallen waren und als Folge der Lucilla-Affäre ihre Ämter verloren hatten, wurde die Rückkehr in einflussreiche Ämter ermöglicht, darunter neben Septimius Severus auch Helvius Pertinax und Didius Julianus. Auf Münzen des Jahres 187 bezeichnete Commodus sich als pater senatus („Vater des Senats“), auf Münzbildnissen des Jahres 189 ließ er die pietas des Senats abbilden, wodurch er Respekt und Achtung, sein „pflichtgemäßes Verhalten“ gegenüber dieser Institution zum Ausdruck brachte. Eigentlicher Grund für pietas-Emission war aber vermutlich die von Cleander veranlasste Hinrichtung des Proconsuls der Provinz Asia, Gaius Arrius Antoninus, und des Lucius Antistius Burrus.
Trotz seiner Machtposition wurde Cleander im Jahr 189 oder 190 getötet. Als in Rom aufgrund eines Aufstandes in der Provinz Africa – der Kornkammer des Reiches – eine Hungersnot ausbrach, wurde diese von Papirius Dionysius, dem für die Getreideversorgung zuständigen praefectus annonae, absichtlich verschärft. Ziel war es, den Hass der Bürger auf Cleander zu ziehen. Es wurden gezielt Gerüchte gestreut, denen zufolge Cleander durch seine Diebstähle für die Hungersnot verantwortlich war. Es kam zu Aufständen, von denen Commodus anfangs nichts wusste. Als die Aufstände immer größer wurden und Commodus von ihnen erfuhr, ließ er Cleander und seinen Sohn aus Angst um sein eigenes Leben töten. Die Bürger schändeten den Leichnam und töteten auch Leute, die unter Cleander große Macht genossen.

### „Goldenes Zeitalter“
Im Frühjahr des Jahres 190, wahrscheinlich zu seiner Dezennalienfeier als Alleinherrscher am 17. März, verkündete der Kaiser den Beginn eines saeculum aureum Commodianum, eines „goldenen commodianischen Zeitalters“. Begleitet wurde der Beginn des neuen Zeitalters von zahlreichen Münzemissionen, die der Bevölkerung Felicitas, Glückseligkeit und Fruchtbarkeit goldener Zeiten (temporum felicitas und saeculi felicitas), versprachen.
Anlässlich seines 30. Geburtstages am  31. August 190 wurde Commodus’ Geburtsstadt, das municipium Lanuvium, zur Colonia Lanuvina Antoniniana Commodiana erhoben. Durch die Verleihung des Titels colonia erhielt der Ort eine höhere Rechtsstellung. Vermutlich im Rahmen der Feierlichkeiten dieser Umbenennung veranstaltete Commodus öffentliche Spiele. Er selbst nahm an den Tierkämpfen im Amphitheater Lanuviums, das ein bedeutendes Herculesheiligtum besaß, teil und wurde vom Publikum als Hercules Romanus gefeiert. Unklar ist, ob diese Spiele bereits 190 oder erst zum 31. Geburtstag 191 stattfanden und ob die Akklamation des Publikums spontan stattfand oder vorbereitet war.
Anfang des Jahres 191 änderte Commodus seinen Namen zu Lucius Aelius Aurelius Commodus Pius Felix Augustus, erstmals bezeugt auf einem Papyrus aus Tebtynis zum 2. Mai 191 und auf Münzen nachweisbar vor dem 29. August 191. Möglicherweise war Commodus’ Geburtstag 191 der Anlass, die nicht mehr benötigte Bindung an seinen vergöttlichten Vater, den divus Marcus, stattdessen die Göttlichkeit aus eigener Kraft propagandistisch zum Ausdruck zu bringen. Göttliche Verbindung wird nun zu Hercules hergestellt, an die Stelle des genius Augusti, der noch im Jahr zuvor auf Münzen abgebildet wurde, tritt als Münzdarstellung der Hercules Commodianus.
Dessen ungeachtet kam es 191 zu einer „Verschwörung“ – die Historia Augusta spricht von Rebellion –, deren Hintergründe verborgen bleiben. Ein gewisser Iulius Alexander hatte sich im syrischen Emesa eines Vergehens gegen den Kaiser schuldig gemacht und wurde auf Befehl des Commodus verfolgt, entzog sich aber durch Suizid. Eine in der Historia Augusta überlieferte Liste hingerichteter Angehöriger der vornehmsten römischen Familien wird auf dieses Ereignis bezogen und als Proskriptionsliste gedeutet. Zahlreiche Konsuln und Familienmitglieder des Commodus selbst, möglicherweise auch seine Gattin Crispina wurden Opfer der Verfolgungen.

### „Commodianismus“

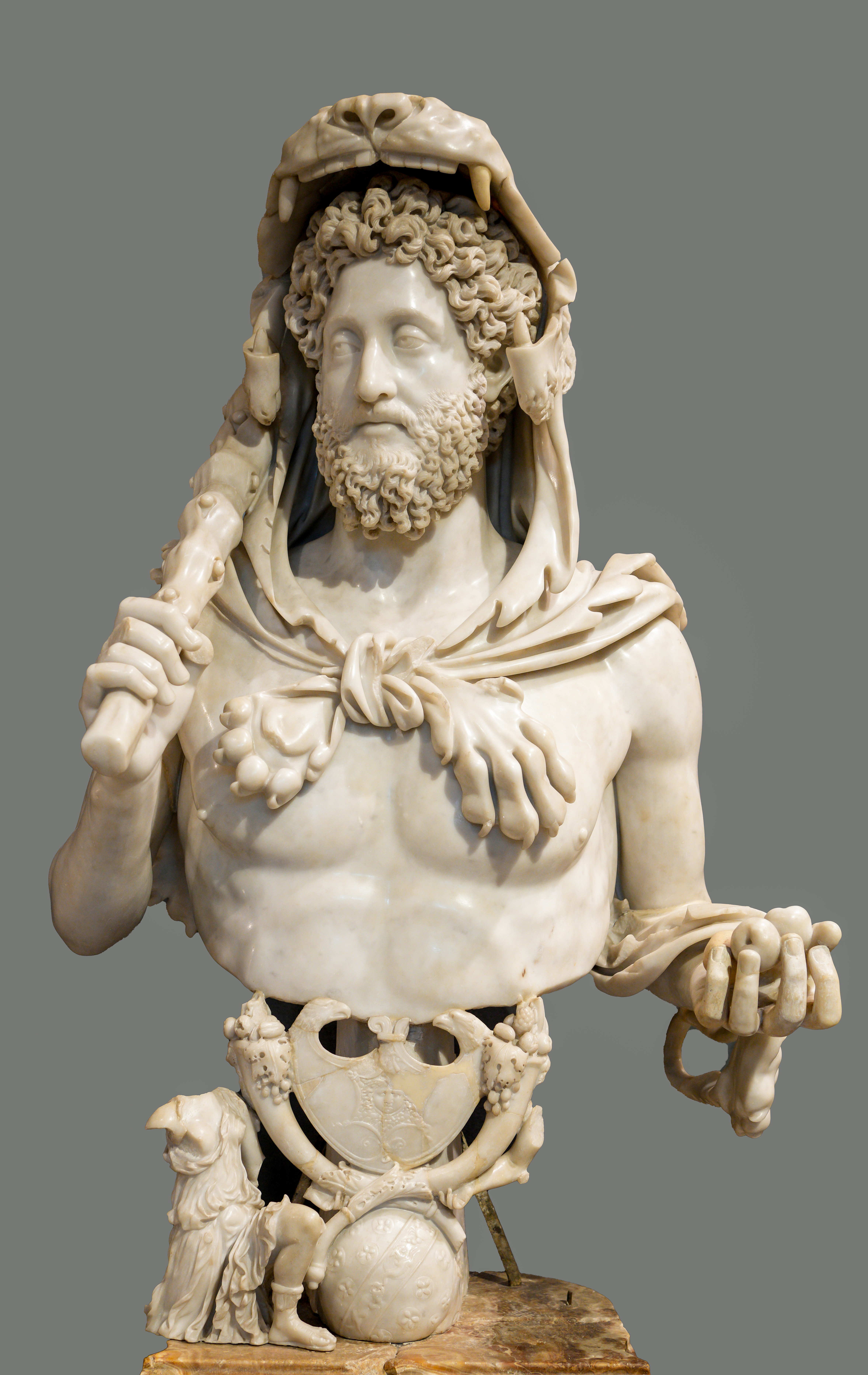
Commodus als Hercules (Rom, Kapitolinische Museen)

Ein Rückschlag für die Propagierung seiner zunehmend in den Vordergrund tretenden Inszenierung als Hercules wurde durch einen Großbrand verursacht, der im Winter 191/192, nach manchen auch erst im Sommer 192 in Rom wütete. Der Brand zerstörte große Teile des Zentrums, unter anderem das Forum Romanum mit dem wichtigen Tempel der Vesta, Teile des Palatin samt der staatlichen Archive, den Tempel der Pax, Getreidespeicher und Wohngebiete der Subura. Der Brand, der viele in den Ruin trieb, war ein schwerer Imageschaden für den neuen „Gott“ und Beschützer der Stadt und wurde – zumindest in der Rückschau – als böses Omen gedeutet. Das Volk gab die Schuld dem Kaiser und sah die pax deorum, den Frieden zwischen römischen Volk und den Göttern, in Gefahr. Commodus nutzte die Folgen des Brandes hingegen für die Vollendung seiner Selbstinszenierung.
Im Zuge der Wiederherstellung der Stadt, die er im Rahmen eines groß angelegten Bauprogramms und zum Teil finanziert durch Sonderabgaben der vornehmen Familien und Senatoren in Angriff nahm, propagierte er ab Herbst 192 auf Münzen den Hercules Romanus conditor, das heißt sich selbst als Neugründer der Stadt. Der Senat setzte dem nichts entgegen und stimmte gar der Umbenennung Roms in colonia aeterna felix Commodiana Roma zu. Zugleich mussten weitere Institutionen und Einrichtungen den Ehrentitel Commodianus führen, so die Legionen und Auxiliartruppen, der Senat, der populus Romanus und der kaiserliche Palast auf dem Palatin. Überall wurden ihm nun Statuen errichtet, die ihn als Hercules darstellten. Die kolossale Sol-Statue, die vor dem Kolosseum stand und diesem den volkstümlichen Namen gab, wurde zu einem Hercules-Commodus umgearbeitet. All dies dokumentiert eine neue Ausrichtung in der Präsentation des Commodus. Einher ging dieser Wandel mit der Schaffung eines neuen Bildnistyps, der Commodus mit der Kurzhaarfrisur der Gladiatoren zeigte.
In die letzten Lebensmonate des Commodus ist auch die Umbenennung aller Monate zu datieren. Sie wurden nach seinen Namen und Ehrennamen benannt: Amazonius (Januar), Invictus (Februar), Pius (März), Felix (April), Lucius (Mai), Aelius (Juni), Aurelius (Juli), Commodus (August), Augustus (September), Herculeus (Oktober), Romanus (November), Exsuperatorius (Dezember). Die Bedeutung des Namens Amazonius ist in dem Zusammenhang unklar. Wie der Name Exsuperatorius („der alles Überragende“) ist er nur literarisch, nicht inschriftlich überliefert. Eine Inschrift der cohors II Ulpia equitata Commodiana von den XVI Kalendas Pias aus Dura Europos belegt mit ihrer Nennung des Monats Pius noch drei Monate nach dem Tod des Kaisers, dass Kalenderreform und Legionentitel weiterhin in Gebrauch waren. Die Durchdringung fast aller öffentlicher Lebensbereiche mit dem Namen des Kaisers wird oft unter dem Begriff „Commodianismus“ zusammengefasst.

### Hercules Romanus

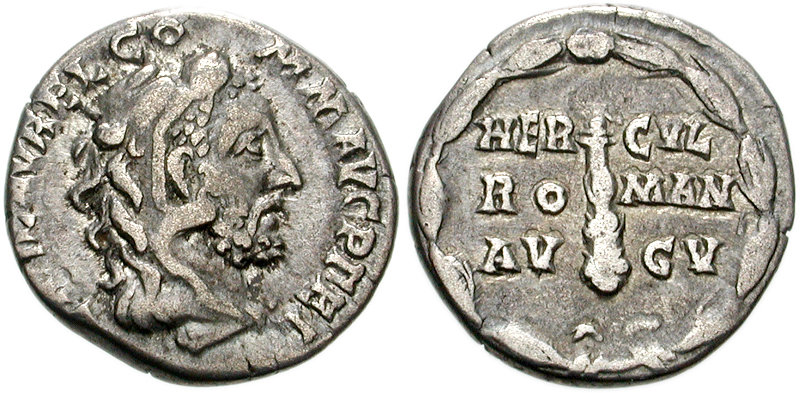
Denar aus dem Jahr 192, Porträt des Commodus mit Löwenkopf, Rückseite: HERCVL ROMANO AVGV S C mit Keule

In zeitlichem Zusammenhang mit der Umbenennung der Monatsnamen nahm Commodus auch eine neue kaiserliche Titulatur an. Sie lautete nun: Lucius Aelius Aurelius Commodus Augustus Pius Felix Sarmaticus Germanicus maximus Britannicus Pacator orbis Invictus Hercules Romanus. Sie ist literarisch bei Cassius Dio, aber auch in Inschriften und in Teilen auf Papyri nachweisbar. Ein auf den 11. (?) Oktober 192 datierter Papyrus aus Oxyrhynchus gibt erstmals die vollständige Titulatur, die folglich vorher, vermutlich zum 32. Geburtstag des Commodus am 31. August 192 eingeführt wurde.
Mit den Titeln invictus („der Unbezwingbare“) und pacator orbis („Befrieder des Erdkreises“) nahm er zwei Aspekte des Hercules auf, der er nun als Hercules Romanus („römischer Hercules“) offiziell war. Der Hercules Invictus wurde von altersher in Rom an der Ara Maxima verehrt, gewann bereits unter Trajan an Bedeutung, galt als einer der Gründer Roms und war vor allem beim einfachen Volk und den Truppen beliebt; der pacator orbis sprach vor allem die Truppen an. Im philosophischen Diskurs galt Hercules, der Anführer der Musen, als Kulturbringer und als Vorbild eines guten Herrschers. Seit Alexander dem Großen war die Herrscherangleichung im hellenistischen Osten verbreitete Praxis, weshalb Athenaios – ebenfalls Zeitgenosse des Commodus – lapidar feststellt, dass es doch kein Wunder sei, wenn der Kaiser sich mit den Insignien des Hercules schmücke und als Hercules angesprochen werden wolle.
Hercules war aber auch der Gott der Gladiatoren und eng mit den Tierhetzen im Römischen Reich verbunden. Die Begeisterung für Gladiatorenkämpfe und Tierhatz, aber auch Wagenrennen war in der senatorischen Oberschicht und unter den römischen Kaisern nicht selten anzutreffen. Im nichtöffentlichen Raum gingen manche diesen Betätigungen nach. Commodus nahm von Jugend Unterricht als Gladiator, Wagenlenker und bestiarius („Tierkämpfer“). und übte die Beschäftigungen auch als Kaiser aus, viele Jahre allerdings darauf bedacht, dem Blick der Öffentlichkeit beim Kampf mit scharfen Waffen und bei Wagenrennen, zu denen er die Uniform der „Grünen“ trug, entzogen zu bleiben. Erst für die Feierlichkeiten zur Umbenennung seines Geburtsortes im Jahr 190 gab er sich in aller Öffentlichkeit als bestiarius.
Im Herbst 192 richtete Commodus prachtvolle, vierzehn Tage dauernde Spiele aus, mit denen er die „Neugründung“ Roms feiern ließ. Hier nun trat er im Kolosseum mehrfach als Tierhetzer und als Gladiator auf. Während das Volk seine Auftritte als bestiarius für den bewiesenen Mut und seine Treffsicherheit noch goutierte, empörte es sich über den kaiserlichen Gladiator. Die als Gladiator im „echten“ Kampf – Commodus focht nur mit Holzschwert – gezeigte Todesverachtung sollte ihn zum „alle an virtus Überragenden“ machen, wie es eine Inschrift aus Treba formulierte und im neuen Namen des letzten Monats, Exsuperatorius, anklingt. In den inszenierten Scheinkämpfen der Arena war Commodus der Invictus, der Unbesiegbare. Doch die plebs urbana blieb zunehmend der Arena fern, zumal das Gerücht die Runde machte, Commodus wolle wie Hercules auf die Stymphalischen Vögel Jagd auf die Besucher der Kämpfe machen. Mit dem Verlassen des Amphitheaters kündigte das Volk die Kommunikation mit einem Kaiser auf, der sich auf eine Stufe mit den Verfemten des Reichs stellte. Mit ihnen hatte die plebs nichts zu tun, die gesellschaftliche und institutionelle Grenze war undurchlässig, aber Commodus hatte sie überschritten.

### Ermordung

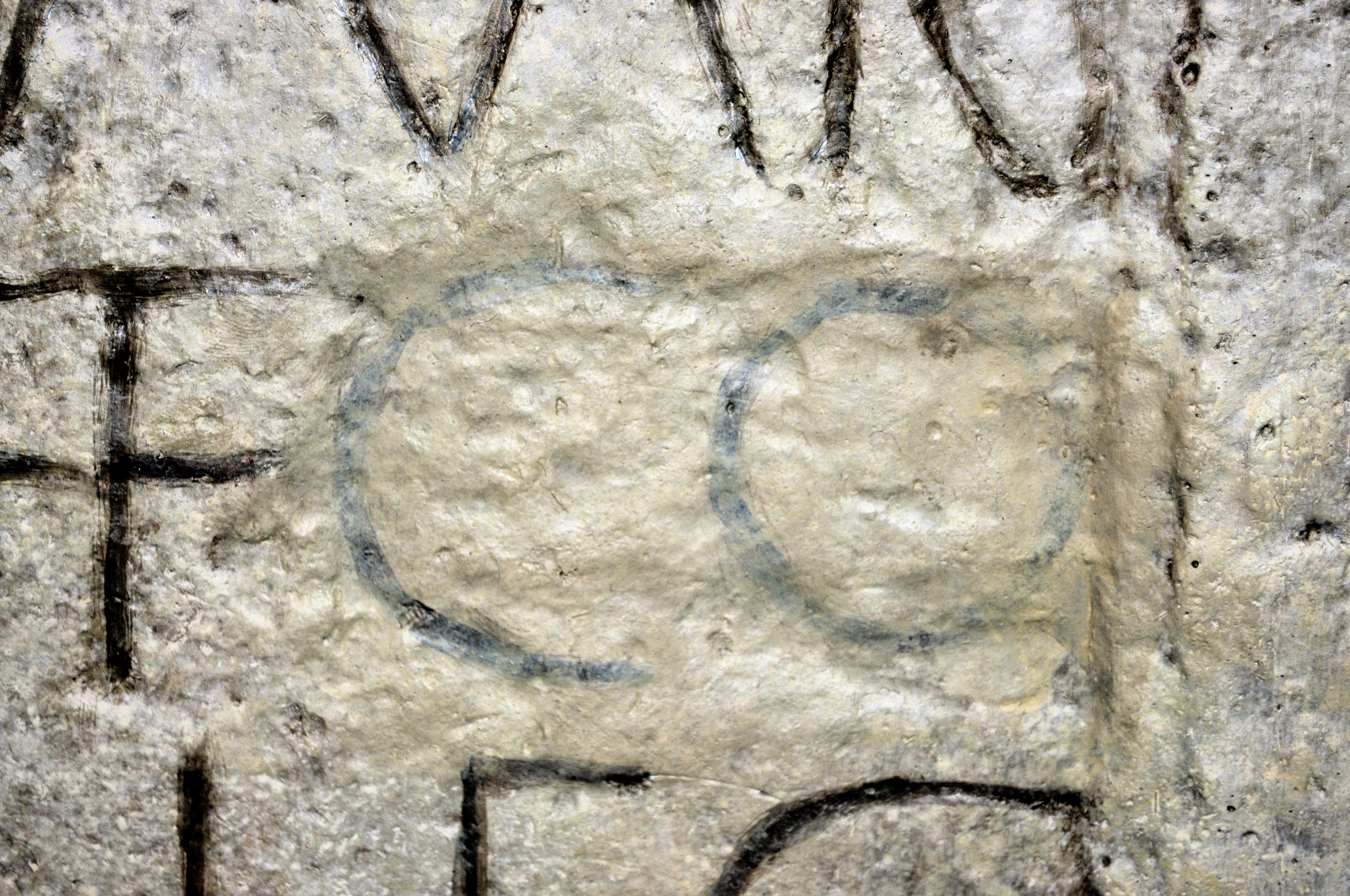
Damnatio memoriae des Kaisers Commodus auf einer Inschrift im Römermuseum Osterburken

Im Dezember 192 formierte sich aus unklaren Gründen im engsten Umfeld des Kaisers eine Verschwörung gegen ihn. Commodus, der hin und wieder in der Gladiatorenschule, der domus Vectiliana, auf dem Caelius wohnte, übernachtete dort auch in der Nacht des 31. Dezember 192. Am nächsten Tag wollte er als secutor, als schwerbewaffneter Gladiator, in Begleitung seiner Gladiatorenkollegen seinen achten Konsulat antreten. In dieser Nacht aber wurde er unter Führung des cubicularius Eclectus und unter Beteiligung seiner Konkubine Marcia sowie der Mitwisserschaft des Prätorianerpräfekten Quintus Aemilius Laetus und des Stadtpräfekten Helvius Pertinax in seinem Bad von einem Athleten namens Narcissus erdrosselt. Die Gründe für das Attentat liegen letztlich im Dunkeln, Herodian gibt vor allem die Angst der Marcia und des Eclectus vor dem eigenen Ende als Grund an. Die Angst, im Umfeld eines unfehlbaren Gottes verantwortlich für Probleme jeder Art gemacht und geopfert werden zu können, machte die Nähe zur Macht für den Einzelnen möglicherweise zu gefährlich.
Mit ihm endete die von Antoninus Pius begründete Antoninische Dynastie. Commodus verfiel der damnatio memoriae, die Vergöttlichung wurde ihm verweigert und die von ihm veranlassten Umbenennungen wurden zurückgenommen. Zunächst jedoch wurde der Tod des Kaisers vor Soldaten und Prätorianern geheim gehalten. Hatte Commodus den Senat gegen sich aufgebracht und das Vertrauen des Volks verloren, so war und blieb die Armee loyal gegenüber dem Hercules Romanus. Bereits Helvius Pertinax und Didius Julianus mussten während der sich anschließenden Auseinandersetzungen um die Nachfolge im zweiten Vierkaiserjahr die memoria an Commodus vorübergehend wiederherstellen und von Commodus erlassene Privilegien bestätigen, um sich die Loyalität der Prätorianer und Soldaten zu sichern. Septimius Severus, der schließlich als Sieger hervorging, rehabilitierte Commodus, verteidigte vor dem Senat gar dessen Auftritte als Gladiator und ließ ihn im Jahr 195 divinisieren. Für dessen Kaiserkult ließ er einen flamen Herculaneus Commodianus einsetzen. Aus demselben Jahr stammt die Grabinschrift des Commodus, der im Mausoleum des Hadrian beigesetzt war. Zum Zwecke der eigenen Legitimation machte er sich durch eine fiktive Adoption spätestens im Jahr 196 selbst zum Sohn Mark Aurels und „Bruder“ des Commodus.
Elemente der kaiserlichen Präsentation des Commodus fanden mit den Severern Eingang in die allgemeine Selbstdarstellung der römischen Kaiser. So wurden Pius, Felix und Invictus  zunehmend beständige Teile kaiserlicher Titulaturen, Darstellungen als Hercules machten sich zahlreiche Kaiser zu eigen, ohne sich selbst mit dem Gott gleichzusetzen. So blieb Commodus der einzige Hercules Romanus auf dem römischen Kaiserthron.

## Beurteilung

### Antike

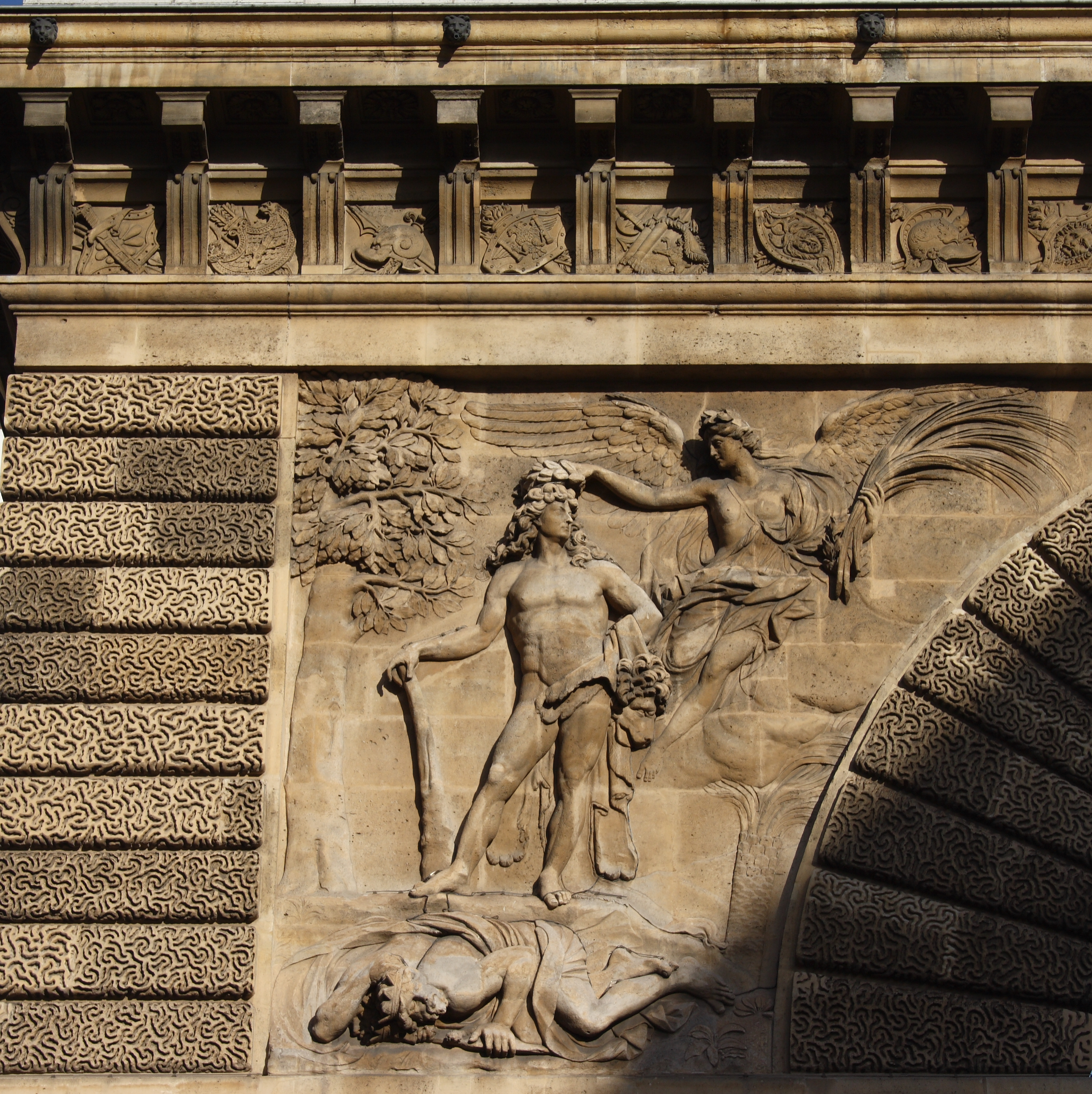
Ludwig XIV. als Hercules, Porte Saint-Martin in Paris

Schon kurz nach seiner Ermordung galt Commodus der senatorischen Elite als drittes Monster nach Domitian und Nero auf dem römischen Kaiserthron. Dabei war Commodus laut Cassius Dio nicht von Natur aus schlecht, sondern im Gegenteil ein äußerst gutmütiger Mensch, dem erst unter schlechtem Einfluss Schwelgerei und Mordlust zur zweiten Natur wurden. Das Bild vom Monster der senatorisch geprägten Historiographie setzte sich bis in die Neuzeit fort, obwohl der Senat natürlich auch Mitglieder umfasste, die nicht nur ihre Karriere Commodus verdankten, sondern bereitwillig dessen Andenken wiederherstellten, wenn es nützlich schien. Ein positives Bild von Commodus zeichneten christliche Autoren. Eusebius von Caesarea nennt in seiner Kirchengeschichte die Regierung des Commodus eine friedliche Zeit ruhiger Verhältnisse. Laut christlicher Tradition hatte Commodus den späteren Bischof von Rom, Calixtus I., der zur Zwangsarbeit in den Minen Sardiniens verurteilt worden war, auf Bitten Marcias freigesprochen. Im späten 5. Jahrhundert verfasste der spätantike Dichter Blossius Aemilius Dracontius ein Werk Satisfactio –  ein Bußgedicht an Gunthamund –, in dem er zunächst Caesar, Augustus und Titus lobte, um dann Commodus als „Dichter und guten Mann mit Pflichtbewusstsein und Hingabe“ zu preisen. Auch der im 6. Jahrhundert schreibende Jordanes setzt Commodus in ein positives Licht, wenn er seine Regierung mit der seines Vaters und Onkels zusammenfasst, und wohlwollend, aus Sicht der östlichen Provinzen beschreibt im selben Jahrhundert auch Johannes Malalas die Regierungszeit des Commodus. Eine positive Grundhaltung gegenüber Commodus war also kein Einzelfall und über die Jahrhunderte nach seinem Tod präsent.

### Neuzeit
In der Neuzeit erst kehrte man zum negativen Bild vom Monster zurück, freilich abhängig von den Vorlieben der je herrschenden Persönlichkeiten. Als Ludwig XIV. um das Jahr 1675 auf der Porte Saint-Martin in Paris als Hercules dargestellt wurde, stellten Zeitgenossen unmittelbar einen Bezug zu Commodus her und konstatierten, dass der Titel Hercule François Ludwig XIV. viel eher zustehe, als der Titel Hercule Romain dem Commodus zugestanden habe. Die oft gescholtene Identifikation des Commodus mit Hercules wurde hier problemlos akzeptiert. Das in der Forschung seit dem 19. Jahrhundert meist negative Bild wurde erst in der neueren Forschung vorsichtig revidiert, indem Commodus trotz persönlicher Defizite durchaus als fähiger Staatsmann wahrgenommen wird. Nach neuerer Sicht war es Commodus, der letztlich erkannt hatte, dass die alte Ordnung, in der der römische Senat in der Theorie das höchste Staatsgremium war, was in der Praxis schon lange nicht mehr der Realität entsprach, nicht mehr stimmig war.
Mit der Art und Weise, wie er die Grenzen des Prinzipats erweitert hatte, war er seiner Zeit voraus und musste auch aufgrund seiner Persönlichkeitsfehler scheitern. Der römische Senatsadel konnte sich nach der Regierungszeit des Commodus nicht mehr von den Wunden erholen, die dieser geschlagen hatte. Spätestens Diokletian konnte die Früchte ernten, die Commodus gesät hatte.

## Rezeption

Beispiele der Rezeption in der Bildenden Kunst
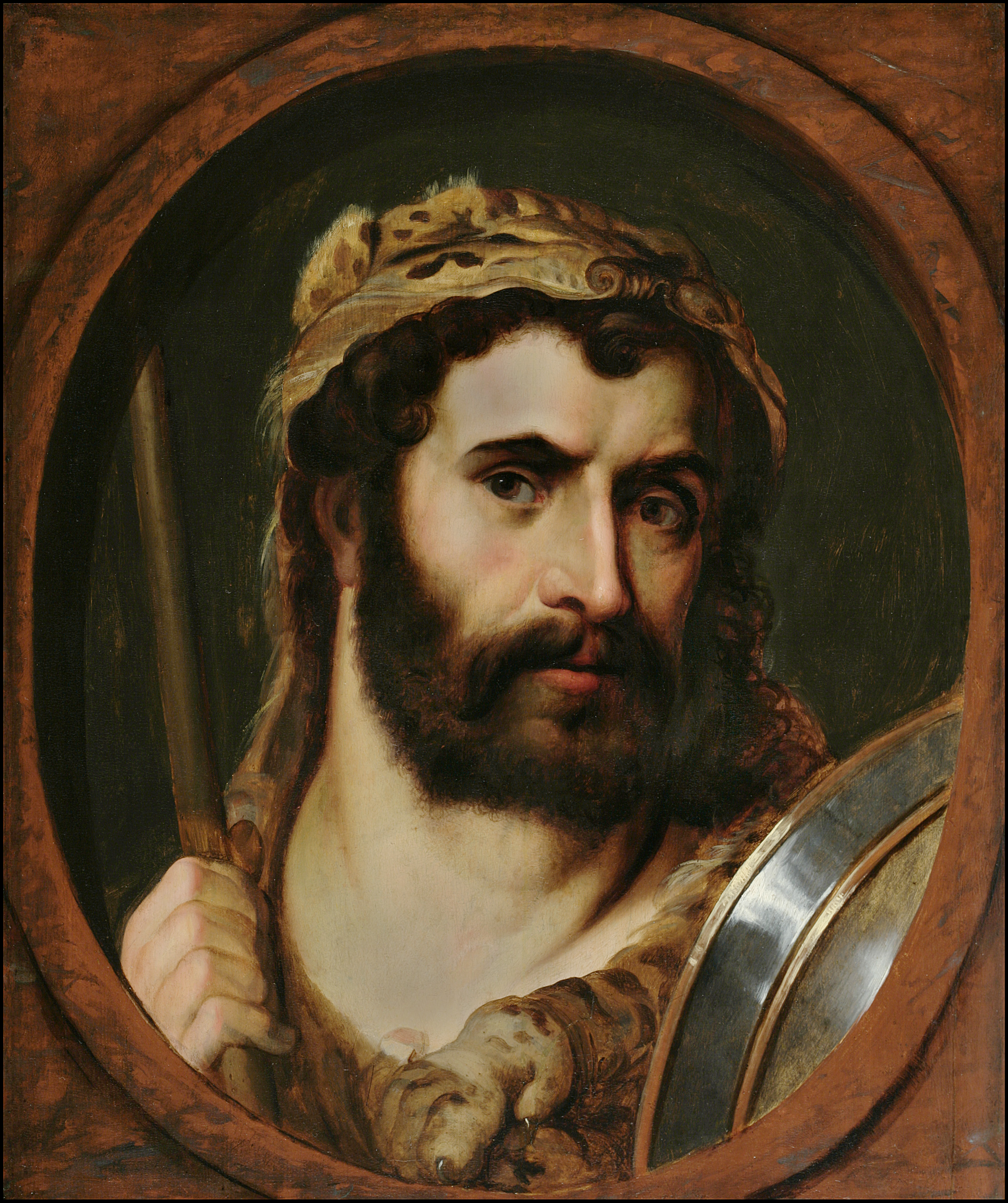
Peter Paul Rubens, Commodus als Herkules und als Gladiator (um 1600, The Leiden Collection, New York)
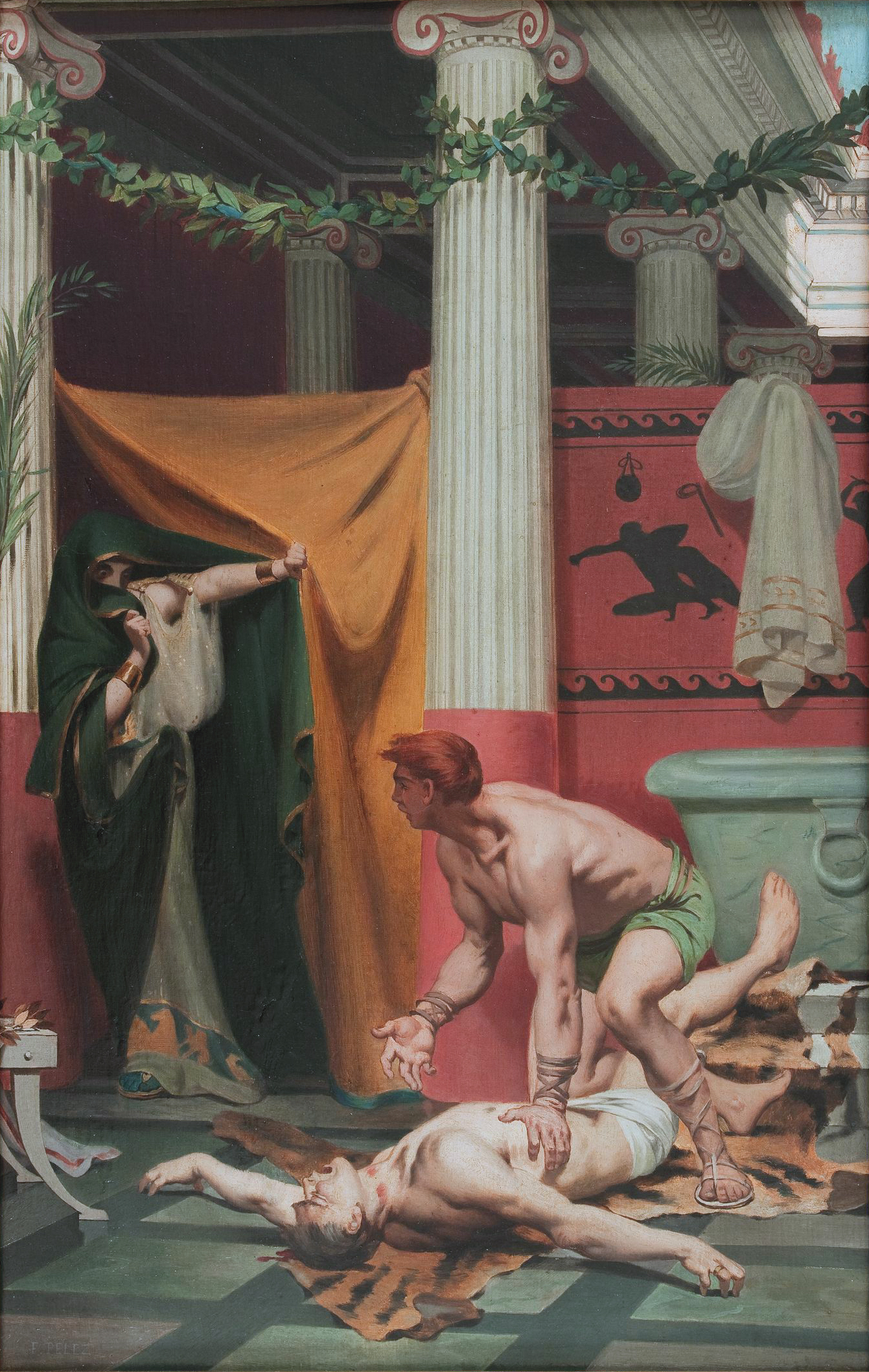
Fernand Pelez, Mort de l’Empereur Commode (1879, Petit Palais, Paris)
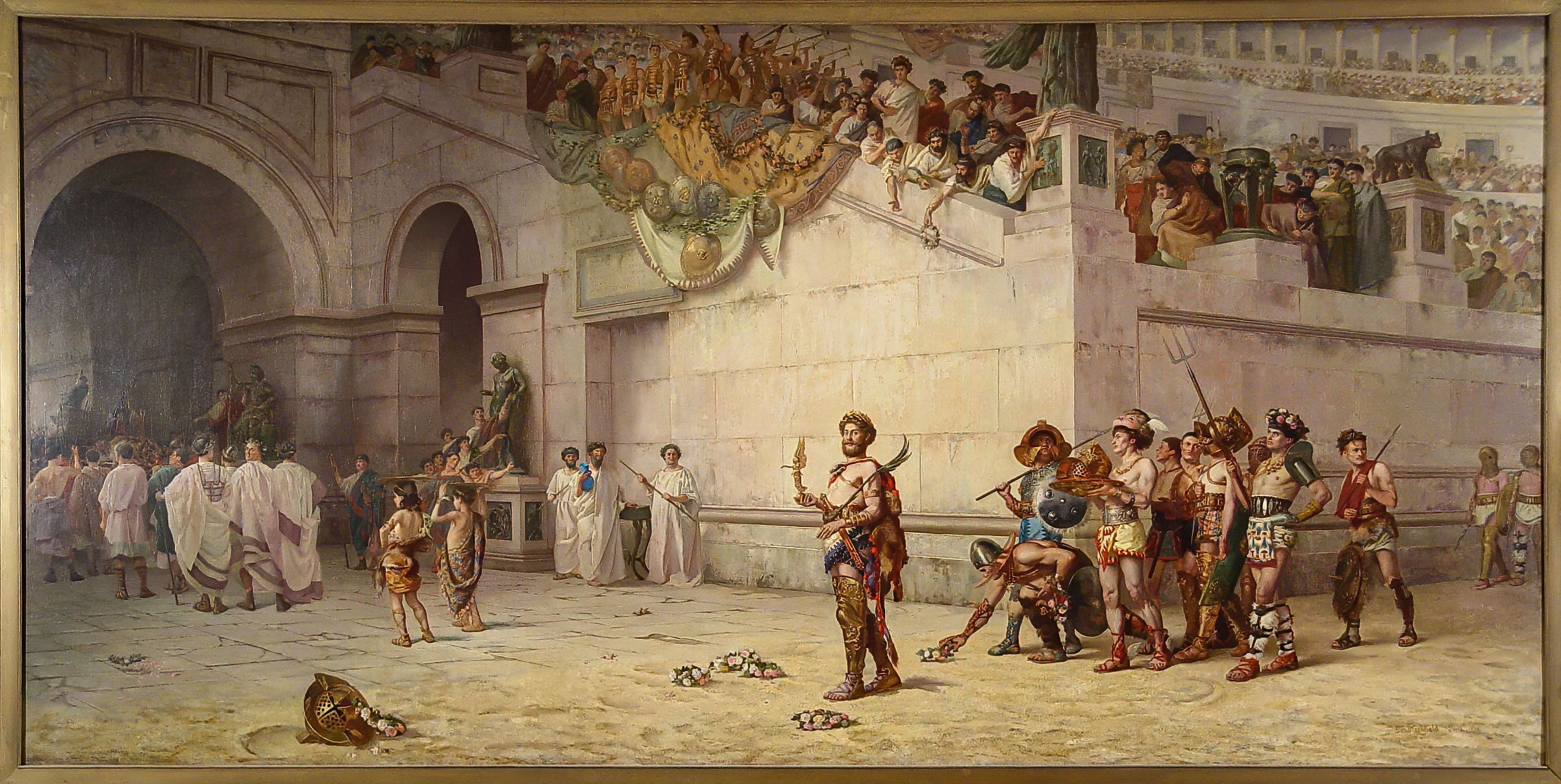
Edwin H. Blashfield, Commodus verlässt die Arena (1870er-Jahre, The Hermitage Museum, Norfolk [VA])

Film
Commodus wurde als Figur bzw. Gegenstand in einigen Spielfilmen aufgegriffen und verarbeitet.
- Kampf der Giganten (Italien 1962); Darsteller: Alan Steel
- Der Untergang des Römischen Reiches (USA 1964); Darsteller: Christopher Plummer
- Kaiser der Gladiatoren (Italien 1964); Darsteller: Mimmo Palmara
- Gladiator (USA 2000); Darsteller: Joaquin Phoenix
- Das Römische Reich: Eine blutige Herrschaft (Netflix-Produktion, 2016[131]); Darsteller: Aaron Jakubenko

Belletristik
Commodus ist einer der Antagonisten in der Buchreihe Die Abenteuer des Apollo von Rick Riordan.